# Cyperus distans
Cyperus distans là loài thực vật có hoa trong họ Cói. Loài này được L.f. mô tả khoa học đầu tiên năm 1782.